# Lepanthes dactyla
Lepanthes dactyla är en orkidéart som beskrevs av Leslie Andrew Garay. Lepanthes dactyla ingår i släktet Lepanthes och familjen orkidéer. Inga underarter finns listade i Catalogue of Life.